# Ducado de Primo de Rivera
El ducado de Primo de Rivera con grandeza de España originaria fue un título nobiliario español que Francisco Franco concedió póstumamente, por decreto del 18 de julio de 1948, al fundador de la Falange Española, José Antonio Primo de Rivera y Sáenz de Heredia, iii marqués de Estella, grande de España, asesinado durante la guerra civil española el 20 de noviembre de 1936. 
El ducado fue suprimido el 21 de octubre de 2022 tras la entrada en vigor de la Ley de Memoria Democrática.

## Denominación
La denominación de la dignidad nobiliaria refiere a los apellidos paternos, por los que fue universalmente conocida la persona a la que se le otorgó, a título póstumo, dicha merced nobiliaria.

## Armas
Medio cortado y partido: 1.º, en campo de oro, un león, rampante, de gules; 2.º, en oro, un águila de sable; 3.º, en campo de plata, cuatro fajas, ondeadas de azur; sobre el todo, un escusón de sable, con tres luceros, en faja, de oro, surmontados de cinco flechas cruzadas por un yugo, de gules.

## Duques de Primo de Rivera
| Titular                       | Titular                                         | Periodo                       |
| Creación por Francisco Franco | Creación por Francisco Franco                   | Creación por Francisco Franco |
| ----------------------------- | ----------------------------------------------- | ----------------------------- |
| i                             | José Antonio Primo de Rivera y Sáenz de Heredia | 1948 (título póstumo)         |
| ii                            | Miguel Primo de Rivera y Sáenz de Heredia       | 1948-1964                     |
| iii                           | Miguel Primo de Rivera y Urquijo                | 1965-2018                     |
| iv                            | Fernando María Primo de Rivera y Oriol          | 2020-2022                     |

## Historia de los duques de Primo de Rivera
Cuatro fueron las personas que ostentaron el título entre 1948 y 2022: 
- José Antonio Primo de Rivera y Sáenz de Heredia (1903-1936), i duque de Primo de Rivera, grande de España (concedido a título póstumo),[1] iii marqués de Estella, grande de España, fundador de la Falange Española, asesinado durante la guerra civil española el 20 de noviembre de 1936.[4]

Soltero y sin descendientes. Le sucedió su hermano:
- Miguel Primo de Rivera y Sáenz de Heredia (1904-1964), ii duque de Primo de Rivera, grande de España, iv marqués de Estella, grande de España.

Casó con Margarita Larios y Fernández de Villavicencio, sin descendientes. Le sucedió el hijo de su hermano, Fernando Primo de Rivera y Sáenz de Heredia, que había casado con María del Rosario de Urquijo y Federico, por tanto su sobrino paterno:
- Miguel Primo de Rivera y Urquijo (San Sebastián, 1934-Pozuelo de Alarcón, 3 de diciembre de 2018), iii duque de Primo de Rivera, grande de España, v marqués de Estella, grande de España. Era hijo de Fernando Primo de Rivera y Sáenz de Heredia, y de su esposa María del Rosario de Urquijo y Federico, hermano del fundador de la Falange.[5]

Casó en primeras nupcias con María de Oriol y Díaz de Bustamante, padres de nueve hijos y hijas, y casó en segundas nupcias con María de los Reyes Martínez-Bordiú y Ochoa. Le sucedió su hijo:
- Fernando María Primo de Rivera y Oriol (1962-),[5] iv duque de Primo de Rivera, grande de España[6] vi marqués de Estella, grande de España,[7]

Casó con María de la Gracia López Granados.